# Franz Schmalzl (Fußballspieler)
Franz Schmalzl (* 4. März 1927) ist ein ehemaliger deutscher Fußballtorwart, der für den FC Bayern München drei Spielzeiten in der Oberliga Süd absolvierte.

## Karriere
Schmalzl gehörte mit 21 Jahren dem FC Bayern München an, für den er in der Saison 1948/49 in der Oberliga Süd, der seinerzeit höchsten deutschen Spielklasse, am 12. September 1948 (1. Spieltag) beim 1:1-Unentschieden im Heimspiel gegen den 1. FC Schweinfurt 05 debütierte, alle 30 Punktspiele bestritt und sich mit der Mannschaft als Dritter für die Teilnahme an der 2. Qualifikationsrunde zur Endrunde um die Meisterschaft 1948/49 qualifizierte.
Gegen den FC St. Pauli, den Zweiten der Oberliga Nord war ein Ausscheidungsspiel in der 2. Qualifikationsrunde notwendig, das mit ihm im Tor am 5. Juni 1949 im Eilenriedestadion zu Hannover 1:1-Unentschieden endete und ein Wiederholungsspiel erforderlich machte. Bereits einen Tag später verlor er mit der Mannschaft an gleicher Stätte mit 0:2 und verpasste den Einzug in die Endrunde.
In der Saison 1949/50 absolvierte er 15 von 30 Punktspielen und entging mit der Mannschaft als Tabellendreizehnter mit nur drei Punkten Vorsprung auf den Aufsteiger SSV Jahn Regensburg dem Abstieg in die 2. Oberliga Süd. In seiner letzten Saison für die Bayern wurde er nur noch neunmal in 34 Punktspielen eingesetzt.